# Bruggmannia neeana
Bruggmannia neeana är en tvåvingeart som först beskrevs av Jean-Jacques Kieffer 1913.  Bruggmannia neeana ingår i släktet Bruggmannia och familjen gallmyggor. Inga underarter finns listade i Catalogue of Life.